# الملك العقرب 4: البحث عن الطاقة
الملك العقرب 4: البحث عن الطاقة هو فيلم من نوع فنتازيا وحركة أُصدر في 2015. الفيلم من إنتاج وتوزيع يونيفرسال بيكشرز. وهو من إخراج Mike Elliott (filmmaker) ‏، أما السيناريو فكان من كتابة مايكل دي. فايس ‏.

## طاقم التمثيل
- راتغر هاور
- إيف توريس
- مايكل بين
- أنطونيو سيلفا
- لو فيريغنو
- Whyte [الإنجليزية]‏
- مايكل إيمرت ولش
- آلين هولمان
- رويس غراسي
- فيكتور ويبستر
- باري بوستويك
- Brandon Hardesty [الإنجليزية]‏
- دون ويلسون
- روي نيلسون

## الإنتاج
موسيقى الفيلم التصويرية كانت من تأليف Geoff Zanelli ‏.

## وصلات خارجية
- الملك العقرب 4: البحث عن الطاقة على موقع IMDb (الإنجليزية)
- الملك العقرب 4: البحث عن الطاقة على موقع روتن توميتوز (الإنجليزية)
- الملك العقرب 4: البحث عن الطاقة على موقع نتفليكس (الإنجليزية)
- الملك العقرب 4: البحث عن الطاقة على موقع قاعدة بيانات الأفلام العربية
- الملك العقرب 4: البحث عن الطاقة على موقع ألو سيني (الفرنسية)
- الملك العقرب 4: البحث عن الطاقة على موقع Turner Classic Movies (الإنجليزية)
- الملك العقرب 4: البحث عن الطاقة على موقع أول موفي (الإنجليزية)
- الملك العقرب 4: البحث عن الطاقة على موقع فيلمافينيتي (الإسبانية)
- الملك العقرب 4: البحث عن الطاقة على موقع قاعدة بيانات الأفلام السويدية (السويدية)
- الملك العقرب 4: البحث عن الطاقة على موقع قاعدة بيانات الفيلم (الإنجليزية)